# 大崎市立東大崎小学校
大崎市立東大崎小学校（おおさきしりつ ひがしおおさきしょうがっこう）は、宮城県大崎市にあった公立小学校。

## 学校教育目標
夢と志をもち　心豊かで　主体的に学ぶ　児童の育成

## 沿革
- 1873年（明治6年） - 大崎、清水、新田の3村で一学区とし新田村に新田小学校として開校
- 1886年（明治19年） - 大崎尋常小学校に改称
- 1911年（明治44年） - 大崎尋常高等小学校に改称
- 1941年（昭和16年）4月 - 東大崎国民学校に改称
- 1947年（昭和22年）4月 - 新学制公布により東大崎村立東大崎小学校に改称
- 1950年（昭和25年）5月 - 市町合併により古川市立東大崎小学校に改称
- 1961年（昭和36年）4月 - 学校給食実施
- 1968年（昭和43年）7月 - プール建築
- 1979年（昭和54年） - 校舎新築
- 1997年（平成9年） - 体育館新築
- 2006年（平成18年）3月 - 市町合併により大崎市立東大崎小学校に改称
- 2023年（令和5年）3月31日 - 古川西中学校、志田小学校、西古川小学校、高倉小学校と統合して、新設の義務教育学校の大崎市立古川西小中学校が開校するため、閉校。

## 通学区域
- 成田，三丁目，向三丁目，大崎北，大崎中，大崎南，新田西，新田中，新田南，新田東，大西[3]

## 卒業後の進路
- 大崎市立古川西中学校[3]